# Calix AB
Calix AB är ett svenskt företag inom fordonsindustrin som tillverkar produkter för uppvärmning av drivaggregat, kupé och batteripack. 

## Historia
Calix AB är en sammanslagning av Nickelbolaget i Eskilstuna AB och AB Carl Särenholm. Gottfrid Carlsson startade 1891 Nickelfabriks AB. Företaget blev så småningom känd för bland annat aluminiumkärl som såldes under varumärket Svea.
Carl Särenholm startade 1893 företaget AB Carl Särenholm. Han hade skaffat sig praktik i Tyskland, Italien och Frankrike. Verksamheten utvecklade sig till massproduktion av pressade och svarvade artiklar av stål och metall.
Nickelbolaget i Eskilstuna AB köpte år 1976 upp AB Carl Särenholm vars tillverkningen i huvudsak var militärmateriel som omfattade alltifrån spottkoppar och matlådor till tändspisar.

Produktsortimentet har förändrats. Sedan 1950-talet sysslar bolaget i huvudsak med kablar och motorvärmare.

## Företaget
Calix AB är ett privatägt helsvenskt bolag som sedan ett antal år ingår i Calix Group AB. Huvudkontoret är placerat i Eskilstuna kommun.